# Barbus callipterus
Barbus callipterus е вид лъчеперка от семейство Шаранови (Cyprinidae). Видът не е застрашен от изчезване.

## Разпространение
Разпространен е в Бенин, Буркина Фасо, Габон, Гана, Камерун, Република Конго, Кот д'Ивоар, Мали, Нигерия, Сенегал, Того и Чад.

## Описание
На дължина достигат до 8 cm, а теглото им е максимум 5 g.